# Apostolisches Vikariat Puerto Maldonado
Das Apostolische Vikariat Puerto Maldonado (lat.: Apostolicus Vicariatus Portus Maldonadi) ist ein in Peru gelegenes römisch-katholisches Apostolisches Vikariat mit Sitz in Puerto Maldonado. 

## Geschichte
Das Apostolische Vikariat Puerto Maldonado wurde am 5. Januar 1900 aus Gebietsabtretungen des Bistums Cuzco als Apostolische Präfektur San Domingo de Urubamba errichtet. 1906 wurde es der spanischen Ordensprovinz der Dominikaner anvertraut. Am 4. Juli 1913 wurde die Apostolische Präfektur San Domingo de Urubamba zum Apostolischen Vikariat erhoben und in Apostolisches Vikariat Urubamba y Madre de Dios umbenannt. 
Am 10. März 1949 wurde der Name des Apostolischen Vikariats Urubamba y Madre de Dios in Apostolisches Vikariat Puerto Maldonado geändert.

## Ordinarien von Puerto Maldonado

### Apostolische Präfekten
- Ramón Zubieta y Les OP, 27. September 1901–4. Juli 1913[1]

### Apostolische Vikare
- Ramón Zubieta y Les OP, 4. Juli 1913–19. November 1921
- Sabas Sarasola Esparza OP, 13. Juni 1923–29. Februar 1944
- Enrique Alvarez González OP, 14. Juli 1946–2. Juni 1948
- José María García Graín OP, 10. März 1949–27. Mai 1959
- Javier Miguel Ariz Huarte OP, 27. Mai 1959–26. April 1980, dann Weihbischof im Erzbistum Lima
- Juan José Larrañeta Olleta OP, 26. April 1980–2. Februar 2008
- Francisco González Hernández OP, 2. Februar 2008–23. Juni 2015
- David Martínez De Aguirre Guinea OP, seit dem 23. Juni 2015